# Dictature nationale
1926–1933
Entités précédentes :
- Première République portugaise

Entités suivantes :
- Estado Novo

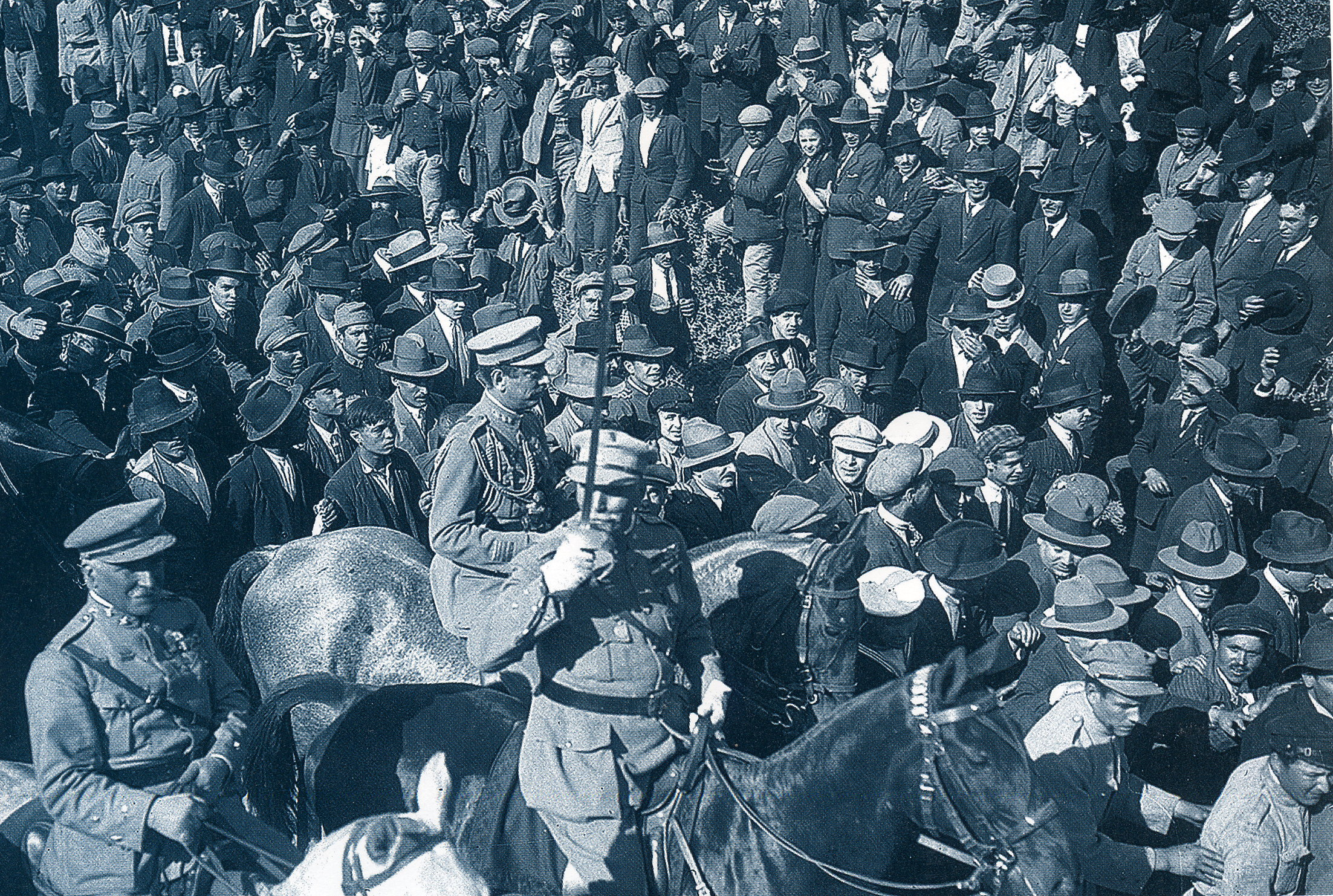
Gomes da Costa et ses troupes défilent victorieusement à Lisbonne le 6 juin 1926.

La Dictature nationale (en portugais Ditadura Nacional) est le régime portugais issu des élections au suffrage universel du président de la République Óscar Carmona en 1928. Il dure jusqu'en 1933, lorsqu'est ratifiée une nouvelle constitution, qui donnera naissance à l'Estado Novo. Elle est précédée de la période dite de Dictature militaire (1926-1928). Ensemble, la Dictature nationale et l’Estado Novo sont reconnues par les historiens comme la Deuxième République portugaise (en portugais Segunda República Portuguesa).
Le régime issu du coup d'État du 28 mai 1926 se transforme en dictature militaire en suspendant la Constitution de 1911. Pourtant, aux yeux des militaires, une dictature militaire ne faisant pas un régime, il était nécessaire d'instituer un nouveau régime républicain doté d'une nouvelle constitution. L'élection directe du président de la République leur offrira une légitimité nationale pour élaborer une nouvelle constitution, qui sera soumise à référendum en 1933 : la Constitution de l'Estado Novo.

## Causes du coup d'État
La période de la Première République portugaise se caractérise par une grande instabilité politique ; les gouvernements se révèlent incapables de résoudre la crise économique et financière, situation encore aggravée par l'engagement du Portugal dans la Première Guerre mondiale.
Le Congrès qui interférait constamment dans les travaux du gouvernement rendait inefficace l'action des gouvernements. Les mésententes constantes entre les partis avec une assise parlementaire menaient à des impasses insolubles qui, pour des raisons futiles, faisaient tomber des gouvernements et des présidents.
Cette situation est exploitée par l'opposition. L'idée que l'armée était la seule force capable de mettre de l'ordre dans le pays faisait son chemin.
Le coup d'État militaire de 1926 met fin à cette première république caractérisée par l'instabilité politique, sociale et économique. Le gouvernement de la dictature, dirigé par le commandant Mendes Cabeçadas et le maréchal Gomes da Costa, dissout immédiatement le parlement (considéré comme le principal responsable de l'instabilité politique), suspend la Constitution de 1911 ainsi que les libertés politiques et individuelles.

## Stabilisation du pouvoir et luttes intestines

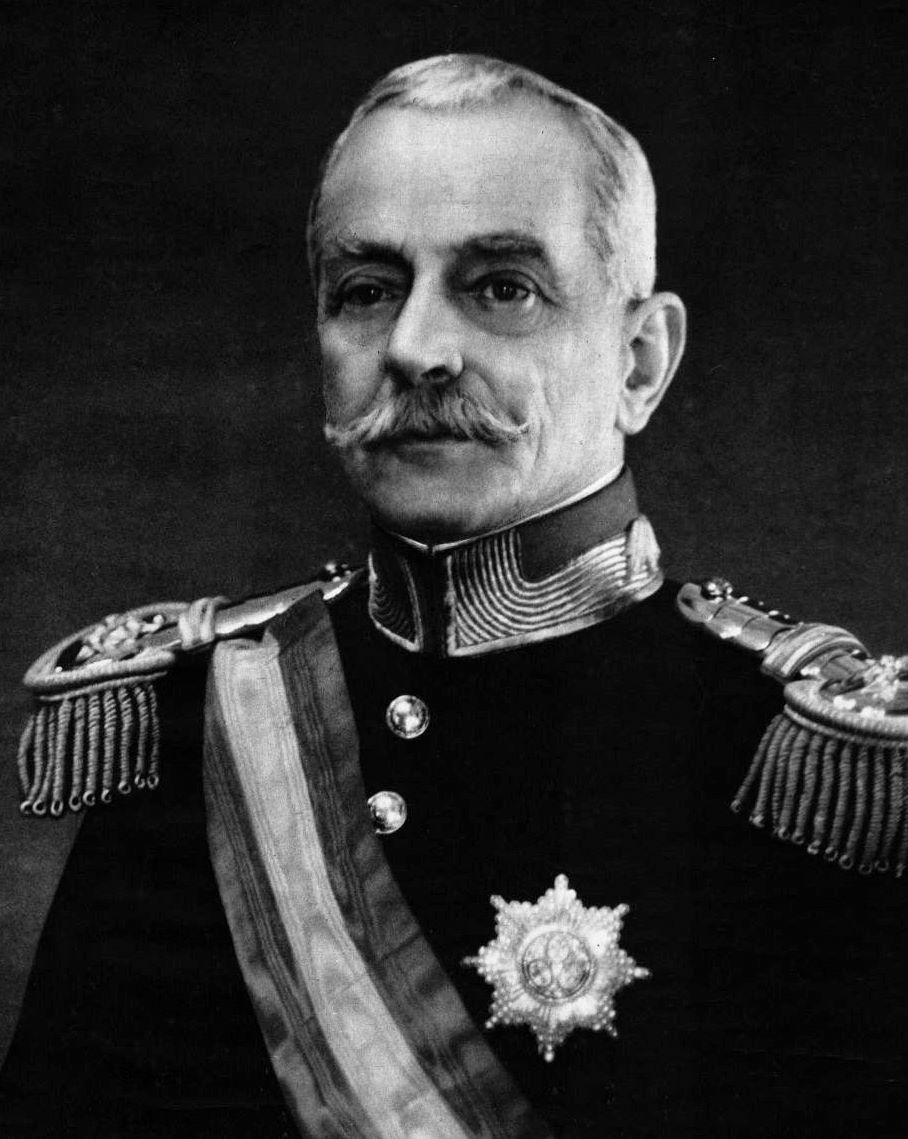
Photographie d'António Óscar de Fragoso Carmona, président de la République portugaise entre 1926 et 1951.

Une fois la victoire consolidée, les forces victorieuses commandées par le général Gomes da Costa monté sur son cheval, descendent l'avenue de la Liberté à Lisbonne, le 6 juin 1926. Ils sont acclamés par la grande majorité des Lisboètes, fatigués de l'instabilité et traumatisés par les incessantes révoltes et contre-révoltes ainsi que par les attentats terroristes qui, au cours de la dernière décennie, se sont succédé à un rythme hallucinant. Le thème de la Régénération (pt) refait surface après cette première et malheureuse expérience de la Première République portugaise.
En consonance avec ce qui se vivait en Europe, le nouveau pouvoir s'assume ouvertement comme antiparlementaire, attribuant la responsabilité du chaos à la politique partisane et au parlementarisme. Il s'assume également comme une dictature militaire, qui en peu de temps, défiant le parlementarisme démocratique, s'auto-proclame Dictature nationale, incarnant un régime militaire progressivement plus autoritaire.
L'une des premières mesures du général Gomes da Costa sera de dissoudre le parlement, institution pointée du doigt et accusée d'être la principale cause d'instabilité politique, puis de suspendre les libertés politiques et individuelles.
Malheureusement, le nouveau régime se révèle bien vite aussi instable que le précédent, le mouvement militaire ne disposant pas d'un projet politique bien défini et ne parvenant pas à résoudre les problèmes économiques et financiers du pays. La structure bicéphale du pouvoir et la coalition disparate à l'origine de cette dictature expliquent largement cette incapacité à mettre en place une politique cohérente. Si Mendes Cabeçadas est à la fois chef de l'État et chef du gouvernement, les tensions sont fortes avec Gomes da Costa, héros du 28 mai, considéré comme le véritable dirigeant.
Mendes Cabeçadas, adoptant une ligne modérée, avait cru possible de constituer un gouvernement sans remettre en cause le régime constitutionnel. Gomes da Costa et Óscar Carmona le croient incapable de porter la régénération qu'ils appellent de leurs vœux. Dès le 17 juin 1926, Mendes Cabeçadas est forcé de renoncer à ses fonctions en faveur de Gomes da Costa. C'est une véritable révolte de palais qui met fin à ce régime bicéphale, fait pencher la balance vers les partisans de la droite conservatrice et surtout refuse tout lien avec le régime précédent. Mendes Cabeçadas part en exil.
Ce même jour, Gomes da Costa, assume les charges de chef de l'État et de chef du gouvernement. Le 19 juin, il préside un nouveau gouvernement avec António Claro à l'Intérieur, Filomeno da Câmara de Melo Cabral aux Finances, Gama Ochoa à la Marine et aux Colonies, Artur Ricardo Jorge à l'Instruction publique, Manuel Rodrigues Júnior (pt) à la Justice et António Óscar de Fragoso Carmona aux Affaires étrangères.
Ce nouveau gouvernement ne met pas fin à l'instabilité, au contraire ; le 6 juillet, Gomes da Costa effectue un remaniement : il prend en charge le ministère de l'Intérieur, confie à Martinho Nobre de Melo (pt) les Affaires étrangères et, pour quelques heures à peine, João de Almeida sera ministre de la Marine et des Colonies. Le remaniement échoue. Les nominations et les démissions se succèdent jusqu'à ce que, finalement, António Claro, Óscar Carmona et Gama Ochoa (pt), soient remplacés respectivement par Gomes da Costa, Martinho Nobre de Melo et João de Almeida.
Cet embrouillamini gouvernemental pousse les ministres non affectés par le remaniement, Filomeno da Câmara mis à part, à se déclarer solidaires de leurs collègues, provoquant, de fait la chute du gouvernement. Les forces conservatrices, Óscar Carmona en tête, prennent les choses en main et, le 8 juillet, le général Gomes da Costa est fait prisonnier au palais de Belém, avant d'être transféré vers Caxias et Cascais où il attendra sa déportation à Angra do Heroísmo, aux Açores. La révolution vient à bout de son principal meneur.
Le 9 juillet, c'est au tour d'António Óscar Fragoso Carmona de former un gouvernement, dans lequel il cumule la présidence du Conseil et le portefeuille de la Guerre. Un peu plus d'un mois après la révolte, le mouvement se trouve finalement une ligne directrice autour des conservateurs et des nationalistes menés par Óscar Carmona. Cette coalition perd rapidement son caractère hétérogène au profit des partisans d'une expérience sur le modèle de Primo Rivera et du fascisme mussolinien. Malgré cela, tout semble encore possible : retour musclé de l'ordre républicain, instauration d'un nouveau régime… Le régime actuel se résumant à une dictature militaire fragile, à la merci de toutes les conspirations et coups d'État.
Le premier complot éclate le 11 juillet depuis Chaves ; il est mené par le capitaine Alfredo Chaves et rapidement maîtrisé. Le même jour, Gomes da Costa prend la route de l'exil vers Angra do Heroísmo. Un cycle se termine; dès lors le régime résolument à droite, adopte des mesures radicales : censure, suppression progressive des dernières libertés civiques. Les démocrates et la gauche radicale se trouvent cantonnés dans une opposition, et ce jusqu'en 1974, prônant parfois l'insurrection (mouvement du Reviralho).

## Entrée en scène de Salazar
Afin de résoudre la situation économique et financière, le nouveau régime fait appel en 1928 au professeur António de Oliveira Salazar au poste de ministre des Finances et fait élire président de la République Óscar Carmona. Ce sera le début de la Dictature nationale, fondée sur la légitimité de l'élection présidentielle directe de Óscar Carmona.
En 1931, une tentative de coup d'État militaire nommé la révolte de Madère échoua.
Oliveira Salazar parvient non seulement à rétablir l'équilibre des finances publiques, mais il réussit également à rendre le solde budgétaire positif et à stabiliser l'escudo au prix d'une politique de grande rigueur budgétaire fondée sur la diminution des dépenses de l'État. Le déficit extérieur est résorbé. Tout cela lui permet de prendre une place prééminente dans la Dictature Nationale, jusqu'à être nommé Président du Conseil des ministres (Premier ministre) en 1932. Cela permet au régime de gagner en stabilité tout en renforçant son caractère autoritaire et répressif et en s'organisant en État corporatiste ; il faut dire que, parallèlement, le nationalisme et le fascisme gagnent en puissance en Europe.
Salazar entame une grande réforme politique, créant l'Union nationale — unique parti légal du régime — et conclut aux côtés du président Carmona le processus d'approbation de la constitution de 1933. Cette constitution instaure un régime personnel, autocratique et répressif, que l'on désigne par le terme de république corporatiste ou d’Estado Novo. Plus que le président de la République, qui continue à être élu au suffrage universel et direct, Salazar devient le vrai chef de la nation.
D'un coup d'État militaire, on passe à un système politique autoritaire, antilibéral et anticommuniste, nationaliste et corporatiste, qui se maintiendra jusqu'en 1974.